# Snapchat
Snapchat er et proprietært instant messaging-program til smartphones og tablets. Det gør det muligt at tage fotos, optage videoer og tilføje tekst og tegninger, og derefter sende det til venner. Derudover er der både tekst- og videobaseret chat. Beskederne er synlige et vist antal sekunder og destruerer derefter sig selv. Disse beskeder kaldes "snaps". Da snaps kun vises i begrænset tid, er denne app også brugt på seksuel vis. Det er også muligt med relativt enkle midler at gemme snaps. Der sendes mellem 350-400 millioner meddelelser om dagen (2013). Snapchat værdiansættes til USD 60-70 mio. Snapchat blev startet af Evan Spiegel og Bobby Murphy som et projekt for en af Spiegel's klasser på Stanford University, hvor han havde produktdesign som hovedfag. Da Spiegel snakkede om ideen i april 2011 foran produktdesignklassen, var klassekammerater negative over ideen om midlertidige fotos. Snapchat blev lanceret i september 2011 i Spiegels fars stue og har nu hovedkvarter i Los Angeles.

## Funktioner

### Layout og indhold
Pr. juni 2014 består grænsefladen af Snapchat på både Android og iOS versioner af en stor cirkulær knap placeret i midten af den nederste del af skærmen, omgivet på siderne af et billede af en afrundet rektangel i venstre side og en rektangulær stribet boks i højre side. Snapchat havde oprindeligt en blå bar, som blev dækket af disse knapper, men den blev fjernet i version 5.0.
Den store runde knap tager et billede, og ved langt tryk en video. Når et billede eller en video er taget, har brugeren mulighed for at tegne og skrive på indholdet og vælge varighed på billedet. Derefter kan det sendes enten til valgte brugere eller udgives på "Snapchat Story". Snapchat Story giver brugere mulighed for at udgive en eller flere snaps i 24 timer af gangen og er synligt for enten venner eller for alle. Billeder og videoer kan gemmes af afsenderen, før indholdet bliver sendt ved tryk på en hvide pil i venstre hjørne.
Den stribede boks på højre side af grænsefladen fører brugeren til deres liste over kontaktpersoner. Herfra kan "Stories" ses. I toppen er der tre knapper; en kan søge efter brugernavne, en der opdaterer indholdet, og en der hjælper med at finde og tilføje venner.
Den afrundede rektangel fører til listen af modtagne og sendte snaps. Åbnet indhold er stadig logget, men kan ikke åbnes igen. Menuen til indstillinger findes her, øverst til venstre. Hvis der er en ny snap, kan den åbnes ved at trykke og holde på skærmen. Et modtaget billede viser et rødt rektangel, en modtaget video viser et lilla rektangel, og en ny chatbesked viser en blå taleboble. Billeder og videoer åbnes ved et trykke og holde på dem, og en chatbesked åbnes ved at stryge til højre over den. Herfra åbnes chatten. Nederst er et tekstfelt og ved siden af en gul knap, der åbner kameraet, hvor en snap kan sendes. Hvis to brugere begge har hinandens chat åben samtidig, bliver knappen blå og kan derfra starte en videochat med lyd. Denne funktion hedder "Here"
En ny brugbar funktion kaldet Memories, gør det muligt for brugerne at gemme deres egne snaps og videoer, og evt dele med andre, også uden for appen.

### Download af indhold
Under visningsperioden skal modtageren bevare kontakten med enhedens touchscreen. Derved hæmmes brugerens evne til at tage et screenshot. Afsenderen får dog oftest en bemærkning, hvis en modtager tager et skærmbillede.  Det er imidlertid muligt for brugeren at omgå denne mekanisme ved for eksempel at tage et billede af telefonen med et andet kamera eller ved at deaktivere meddelelsesfunktionen gennem en ændring af Snapchats systemfiler. Desuden vil det omgå alle restriktioner ved at køre Snapchat i en emulator. På androidenheder, som benytter skærmknapper (softkeys) til at tage screenshots, er det ikke muligt at tage et screenshot uden modificering. Derudover findes der tredjepartsklienter til både Android og Ios, der gør det muligt at gemme modtagne snaps ved tryk på en knap uden
. Efter tiden udløber, er billedet skjult fra enheder og virksomhedens servere. D. 9 maj 2013, reagerede Snapchat's blog på spekulationer om download af snaps:
Oversat til dansk:
| „ | Og forresten, hvis du nogensinde har prøvet at gendanne tabt data, efter du kom til at slette et drev eller måske set en episode af CSI, ved du måske at med de rigtige værktøjer, er det nogle gange muligt at hente data, efter det er blevet slettet. Så... du ved... husk på det før du sætter nogle statshemmeligheder i dine selfies :) | “ |